# Maddie Corman
Maddie Corman (* 15. August 1970 in New York City, New York als Madeleine Cornman) ist eine US-amerikanische Schauspielerin.

## Leben
Madaleine „Maddie“ Cornman begann ihre Schauspielkarriere als Maddie Corman 1985 zunächst mit einer Episodenrolle in der Fernsehreihe Junge Schicksale (ABC Afterschool Specials) an der Seite von Seth Green. Im selben Jahr hatte sie ihr Spielfilmdebüt in Ticket zum Himmel, einem Jugendfilm mit Jennifer Connelly in der Hauptrolle. Zwei Jahre später spielte sie neben Eric Stoltz, Mary Stuart Masterson und Lea Thompson in Ist sie nicht wunderbar?. Zudem erhielt sie eine Hauptrolle in der Fernsehserie Mr. President. Die Serie mit George C. Scott als US-amerikanischer Präsident wurde jedoch nach 24 Episoden eingestellt. In den 1990er Jahren spielte Corman zunächst hauptsächlich Gastrollen in verschiedenen Serienformaten, bevor sie eine weitere Serienhauptrolle in All-American Girl erhielt. Auch diese Serie mit Margaret Cho in der Hauptrolle wurde zum Ende der ersten Staffel eingestellt. Ab Mitte der 1990er Jahre war sie wieder häufiger in Spielfilmen zu sehen, zumeist jedoch in untergeordneten Nebenrollen.
Corman ist seit 1998 mit dem Schauspieler und Fernsehregisseur Jace Alexander verheiratet, aus der Ehe gingen drei Kinder hervor.

## Filmografie (Auswahl)
- 1985: Ticket zum Himmel (Seven Minutes in Heaven)
- 1987: Ist sie nicht wunderbar? (Some Kind of Wonderful)
- 1990: Ford Fairlane – Rock ’n’ Roll Detective (The Adventures of Ford Fairlane)
- 1993: Palm Beach-Duo (Silk Stalkings)
- 1994: Diagnose: Mord (Diagnosis Murder)
- 1994–1995: All American Girl
- 1996: Swingers
- 1996: Run Off
- 1996: Mr. Wrong – Der Traummann wird zum Alptraum (Mr. Wrong)
- 1999: Mickey Blue Eyes
- 2002: Criminal Intent – Verbrechen im Visier (Law & Order: Criminal Intent)
- 2002: Manhattan Love Story (Maid in Manhattan)
- 2006: The Treatment
- 2007: Die Geschwister Savage (The Savages)
- 2008: Love Vegas (What Happens in Vegas)
- 2008: Phoebe im Wunderland (Phoebe in Wonderland)
- 2008: Sunshine Cleaning
- 2009: Law & Order: Special Victims Unit
- 2010: Damages – Im Netz der Macht (Damages)
- 2010: Morning Glory
- 2010: Please Give
- 2017: When We Rise (Fernsehserie, 3 Episoden)
- 2019: Der wunderbare Mr. Rogers (A Beautiful Day in the Neighborhood)